# 罗伯特·米尔斯

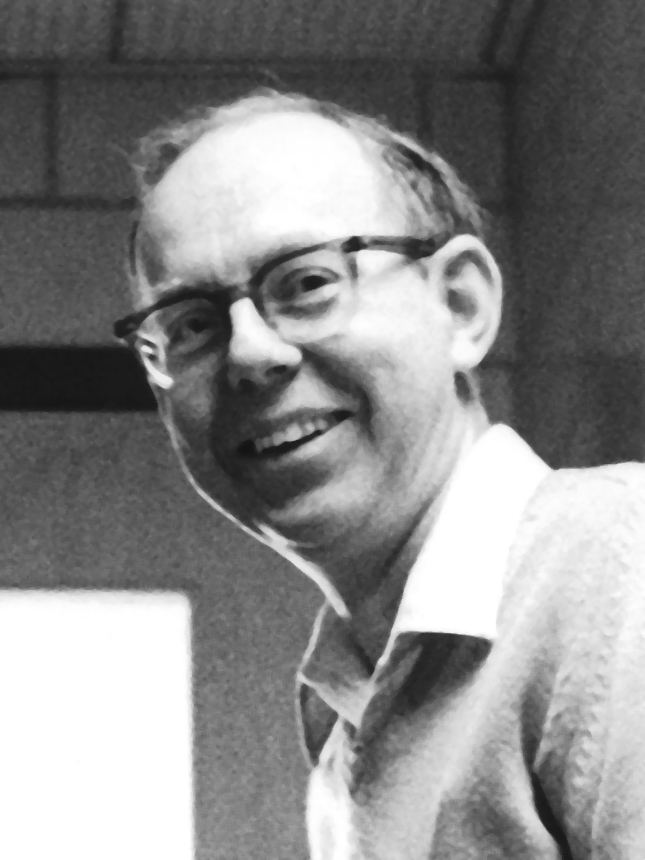
羅伯特·勞倫斯·米爾斯的照片

罗伯特·勞倫斯·米尔斯（英語：Robert Laurence Mills，1927年4月15日—1999年10月27日），美国物理学家，生于新泽西州恩格爾伍德。1956年成为俄亥俄州立大学的物理学教授。主要贡献是与杨振宁合作的杨-米尔斯理论。

## 生平
1948年，他与Elise Ackley结婚，有2个儿子和3个女儿。